# Armand Laurienté
Armand Laurienté (ur. 4 grudnia 1998 w Gonesse) – francuski piłkarz grający na pozycji napastnika we włoskim klubie Sassuolo. Były młodzieżowy reprezentant Francji.

## Kariera klubowa
Piłkarz urodził się 4 grudnia 1998 roku w Gonesse w Dolinie Oise. Karierę juniorską zaczynał w małym klubie Roissy-en-France. Szkolił się także w Sarcelles, Red Star FC oraz Stade Rennes.

### US Sassuolo
W sezonie 2024/2025 został królem strzelców Serie B, strzelając 18 bramek w sezonie zasadniczym.

## Kariera reprezentacyjna
Loïc Badé zadebiutował w reprezentacji Francji U-21 w przegranym spotkaniu przeciwko Danii 25 marca 2021 roku.

## Sukcesy
- Serie B (1x): 2024/2025

### Indywidualne
- król strzelców Serie B (1x): 2024/2025